# Парусная белокровка
Па́русная белокро́вка (лат. Channichthys velifer) — вид морских субантарктическх донных рыб из семейства белокровковых (Channichthyidae) отряда окунеобразных. Как новый для науки вид была описана в 1974 году украинским ихтиологом Э. Э. Мейснером. Название вида происходит от латинского слова (прилагательного) «парусный» (velifer) и связано с необычной для большинства носорогих белокровок формой первого спинного плавника, имеющего очень широкое основание, трапециевидную форму и высокую плавниковую складку, доходящую до вершин гибких колючих лучей.
C. velifer — крупного размера прибрежная и талассобатиальная рыба общей длиной до 54 см. Является эндемиком вод Индийского океана, омывающих острова архипелага Кергелен и серию подводных поднятий — гайотов (банок) в районе подводного хребта Кергелен в Индоокеанском секторе Субантарктики. Возможно также обитает в районе островов Хёрд и Макдональдс, расположенных в южной оконечности подводного хребта Кергелен. Кроме C. velifer род носорогих белокровок (Channichthys) включает еще 8 эндемичных для Кергелена видов белокровных рыб.
Согласно схеме зоогеографического районирования по донным рыбам, предложенной А. П. Андрияшевым и А. В. Нееловым, указанный выше район находится в границах зоогеографического округа Кергелен-Хёрд Индоокеанской провинции Антарктической области.
Как и у других носорогих белокровок у C. velifer имеется хорошо развитый ростральный шип («рог») в передней части рыла. Для неё, как и для всех прочих белокровных рыб, также характерно отсутствие чешуи на теле (кроме боковых линий) и обладание уникальным явлением среди всех позвоночных, свойственного только 25 видам рыб этого семейства, — наличием «белой» крови, представляющей собой слегка желтоватую плазму, лишенную эритроцитов и гемоглобина. Подобное явление объясняется адаптацией предковых форм белокровковых рыб к суровым условиям Антарктики и, соответственно, снижением температуры воды в Южном океане до отрицательных значений, близких к точке замерзания (–1,9 °C).
Парусная белокровка может встречаться в качестве прилова при промысле в районе островов Кергелен щуковидной белокровки Chamsocephalus gunnari Lönnberg, 1905, больше известной под коммерческим названием «ледяная рыба».

## Характеристика парусной белокровки
От прочих видов рода Channichthys отличается следующим комплексом признаков. В первом спинном плавнике 10—11 гибких колючих лучей, из которых 5-й или 4-й наибольшие; во втором спинном плавнике 30—33 луча; в анальном плавнике 29—30 лучей; в грудном плавнике 20—21 луч; в дорсальной (верхней) боковой линии 56—72 трубчатых костных членика (чешуй), в задней части медиальной (срединной) боковой линии 5—16 трубчатых костных членика (чешуи), в передней части — медиальной линии округлые прободенные костные бляшки, как правило, отсутствуют или изредка встречается до 3—8 бляшек; в нижней части жаберной дуги 11—13 тычинок, расположенных только во внешнем ряду; позвонков 55—56, из них 22—24 туловищных и 31—33 хвостовых.
Первый спинной плавник высокий, его высота содержится 3,7—5,1 раза в стандартной длине рыбы, трапециевидной формы, с высокой плавниковой складкой, достигающей кончиков гибких колючих лучей. Первый и второй спинные плавники, как правило, соприкасаются своими основаниями или иногда разделены узким междорсальным промежутком. Глаз небольшой (15—20 % длины головы или 30—39 % длины рыла). Межглазничное пространство относительно широкое (16—19 % длины головы), обычно больше диаметра орбиты, вогнутое, с умеренно приподнятыми над орбитой внешними краями лобных костей. Задний край челюстной кости простирается назад до вертикали, проходящей через середину орбиты.
Грануляция (туберкуляция) умеренная; сглаженные или реже в виде мелких шипиков костные гранулы покрывают лобные кости в затылочной и орбитальной областях, хорошо выражены на подглазничных костях (postlacrimalia) и жаберных крышках, а также на костных члениках (чешуях) боковой линии, иногда встречаются на лучах брюшного плавника и лучах жаберной мембраны; на лучах первого спинного плавника грануляция довольно слабая и встречается обычно не далее 2-го луча.
Прижизненная общая окраска рыб варьирует от светло-серой и светло-зелёной до буровато-оливковой с мелкими тёмными округлыми пятнышками, иногда сливающимися в подобие тонкого муарового рисунка. Под спинными плавниками 3—4 вертикальные широкие теёмные полосы, суживающиеся книзу. Низ головы, грудь и участки туловища, прилегающие к анальному плавнику, светлые, с золотистыми мелкими пятнышками, иногда со слабой темной пигментацией. Золотистые пятнышки обычно имеются также на лучах парных и непарных плавников. Лучи и плавниковая складка первого спинного плавника серые или темно-серые, иногда желтовато-серые (золотистые), с многочисленными, более крупными, чем на туловище, тёмными пятнами. Лучи грудного, хвостового и второго спинного плавников серые, у некоторых рыб с мелкими темными пятнами; плавниковые складки светлые. Анальный плавник светлый. Брюшные плавники сверху желтовато-коричневые, у некоторых рыб с мелкими темными пятнами. У фиксированных в формалине или спирте рыб общая окраска тела тёмно-серая или серовато-коричневая с тёмно-коричневыми или черноватыми пятнами.

## Распространение и батиметрическое распределение
Известный ареал вида охватывает прибрежные морские воды, окружающие острова Кергелен (эндемик) и отдельные подводные поднятия (банки) подводного хребта Кергелен. Относительно мелководный вид, отмеченный на глубинах 95—310 м.

## Размеры
Относится к группе крупных видов рода Channichthys. Наиболее крупные самки достигают 538 мм общей длины и 490 мм стандартной длины. Размеры наиболее крупного известного самца — 325 мм общей длины и 290 мм стандартной длины.

## Образ жизни
Ведет донный образ жизни. Встречается на участках дна с зарослями бурых водорослей с большой биомассой донной фауны — иглокожих и стеклянных губок. Хищник-ихтиофаг и бентофаг, питающийся, очевидно, на поверхности грунта и в придонном слое. В желудках рыб была обнаружена щуковидная белокровка и головоногие моллюски. Как и у других хищных носорогих белокровок у парусной белокровки жаберные тычинки немногочисленные и расположены в один ряд на нижней части первой жаберной дуги.
Половое созревание впервые наступает при общей длине около 33—35 см (30—32 см стандартной длины). Нерест происходит, по-видимому, в зимне-весенний период южного полушария. Абсолютная плодовитость, подсчитанная у самки общей длиной 418 мм (378 мм стандартная длина), с гонадами в стадии зрелости III-IV, составила 7155 икринок.